# Uloborus elongatus
Uloborus elongatus es una especie de araña araneomorfa del género Uloborus, familia Uloboridae. Fue descrita científicamente por Opell en 1982.
Habita en Argentina.